# Birdwell
Birdwell är en ort i Storbritannien.   Den ligger i distriktet Barnsley i South Yorkshire i riksdelen England, i den centrala delen av landet, 240 km norr om huvudstaden London. Birdwell ligger 126 meter över havet och antalet invånare är 3 056.
Terrängen runt Birdwell är platt åt nordost, men åt sydväst är den kuperad. Runt Birdwell är det mycket tätbefolkat, med 1 221 invånare per kvadratkilometer. Närmaste större samhälle är Sheffield, 14,6 km söder om Birdwell. I omgivningarna runt Birdwell växer i huvudsak blandskog.